# Macarostola polyplaca
Macarostola polyplaca är en fjärilsart som först beskrevs av Oswald Beltram Lower 1894.  Macarostola polyplaca ingår i släktet Macarostola och familjen styltmalar. Inga underarter finns listade i Catalogue of Life.